# Prix Wallenberg
Pour les articles homonymes, voir Wallenberg.
Le prix Marcus-Wallenberg est un prix pour les jeunes mathématiciens. Le prix a été créé en 1983 et a été décerné deux fois avant de devenir le prix Wallenberg en 1987, financé par la Fondation Marianne et Marcus Wallenberg (sv). Les lauréats sont nommés par la Société mathématique suédoise,.

## Lauréats
- 1983 - Torsten Ekedahl (sv)
- 1984 - Svante Janson (sv) et Anders Melin (sv)
- 1985 et 1986 - non décerné
- 1987 - Johan Håstad
- 1988 - Mikael Passare (sv) et Ulf Persson
- 1989 - Arne Meurman (sv)
- 1990 - Håkan Eliasson
- 1991 - Per Salberger
- 1992 - Håkan Hedenmalm (sv)
- 1993 - Johan Rade
- 1994 - Mats Andersson (sv)
- 1995 - Kurt Johansson (sv) et Anders Szepessy (sv)
- 1996 - Peter Ebenfelt
- 1997 - Erik Andersen et Bernt Wennberg
- 1998 - Lars Ernström et Timo Weidl
- 1999 - Olle Häggström (en)
- 2000 - Tobias Ekholm et Erik Palmgren
- 2001 - Warwick Tucker
- 2002 - Pär Kurlberg (sv) et Genkai Zhang
- 2003 - Dmitry Kozlov et Oleg Safronov
- 2004 - Julius Borcea (en) et Serguei Shimorin
- 2005 - Hans Rullgård et Andreas Strömbergsson
- 2006 - Mattias Jonsson
- 2007 - Hans Ringström (sv)
- 2008 - Petter Brändén et Anders Karlsson
- 2009 - Mats Boij et Kaj Nyström
- 2010 - Robert Berman
- 2011 - Johan Wästlund (sv)
- 2012 - Kristian Bjerklöv et Andreas Rosén
- 2013 - Håkan Samuelsson Kalm et Elizabeth Wulcan
- 2014 - Fredrik Viklund
- 2015 - Jonatan Lenells et David Rydh
- 2016 - John Andersson et Erik Wahlén
- 2017 - Maurice Duits
- 2018 - Dan Petersen et David Witt Nyström
- 2019 - Mikael Björklund et Erik Lindgren[2]
- 2020 - Thomas Kragh[2]
- 2021 - Magnus Goffeng (sv)[2]
- 2022 – Wushi Goldring et Martin Raum.